# پیتزو دی کمپدل
پیتزو دی کمپدل (به لاتین: Pizzo di Campedell) یک کوه در سوئیس است که در کانتون گراوبوندن واقع شده‌است. پیتزو دی کمپدل ۲٬۷۲۴ متر بالاتر از سطح دریا واقع شده‌است.